# Charles Dudley Warner

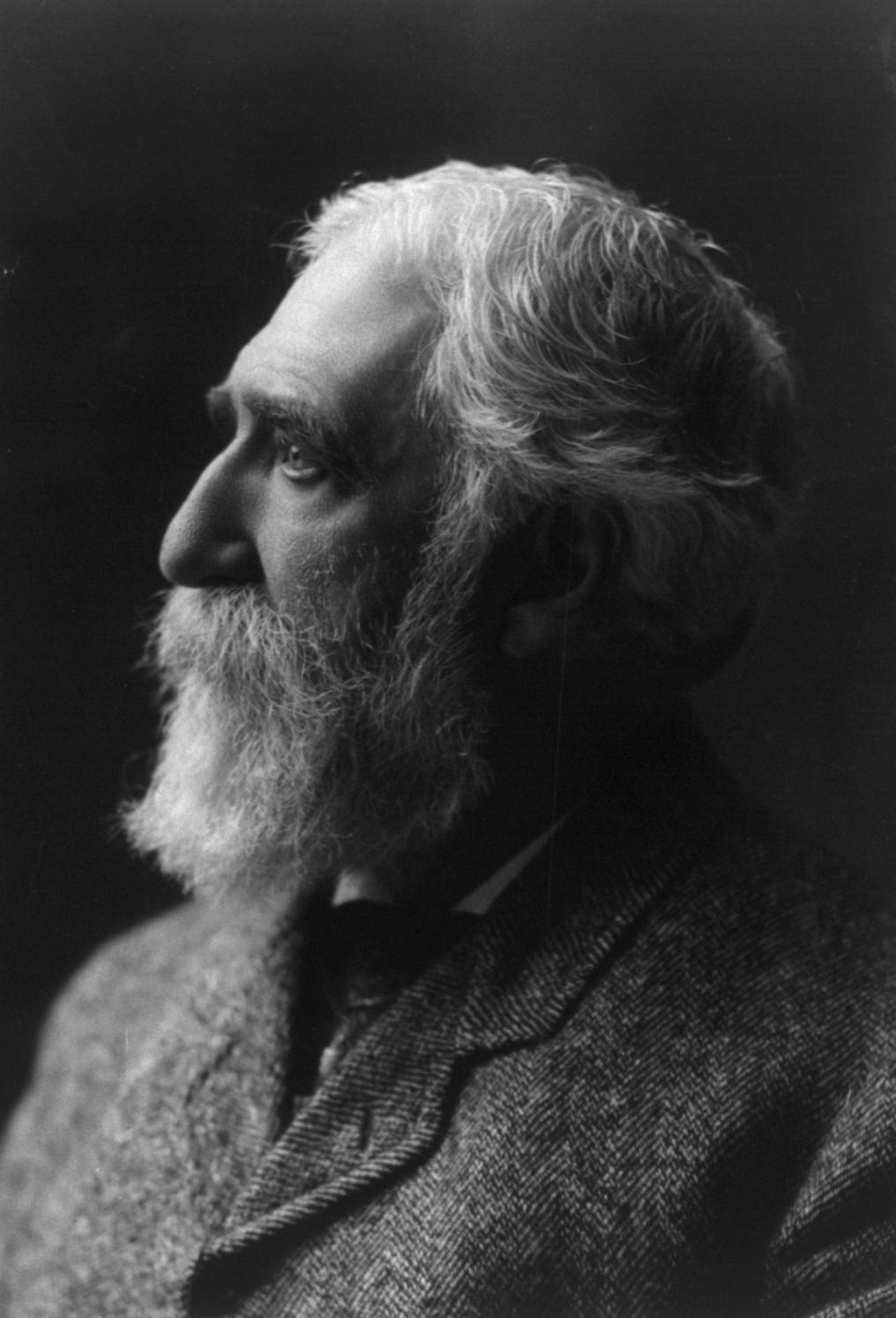
Charles Dudley Warner

Charles Dudley Warner (* 12. September 1829 in Plainfield, Massachusetts; † 20. Oktober 1900 in Hartford, Connecticut) war ein amerikanischer Jurist, Journalist und Schriftsteller.

## Leben und Wirken
Warner wurde als Sohn puritanischer Eltern geboren.
Bis 1851 besuchte er das Hamilton-College in Clinton, New York. Später studierte er Jura an der University of Pennsylvania. Zwischen 1856 und 1860 praktizierte er in Chicago. Warner arbeitete ab 1861 bis zu seinem Tod als Herausgeber der Zeitung Evening Press, die nach dem Sezessionskrieg vereint wurde mit der Hartford Courant und die sich durch ihn „zu einer wichtigen liberalen Zeitung“ der damaligen Zeit entwickelte.
Eine größere Bekanntheit erlangte Warner durch seine  Glossen-Sammlung My Summer in a Garden von 1870 (dt. „Mein Sommer in einem Garten“), die in den Jahren nach ihrem Erscheinen von der amerikanischen Öffentlichkeit für ihre unterhaltsamen wie geistreichen Naturbeschreibungen sehr geschätzt wurde.
Als berühmtes Werk Warners gilt der zusammen mit Mark Twain verfasste Roman The Gilded Age: A Tale of Today von 1873 (deutsch: „Das vergoldete Zeitalter“), ein satirisches Sittenbild der damaligen Zeit. Sie schrieben dieses Buch, während sie beide als Nachbarn auf Nook Farm (Hartford, CT) wohnten; dort lebten zeitgleich auch andere Intellektuelle: wie z. B. Harriet Beecher Stowe.
Warner war der erste Präsident des National Institute of Arts and Letters, aus der später die American Academy of Arts and Letters entstand, und bis zu seinem Tod Präsident der American Social Science Association.

## Werke (Auswahl)

### Essays
- My summer in a garden (1870, dt.: Mein Sommer in einem Garten)
- Saunterings (1872)
- BackLog Studies (1873)
- The relation of literature to life (1897)

### Romane
- The Gilded Age (1873, zusammen mit Mark Twain)
- A little journey in the world (1889)
- The golden house (1895)
- That fortune (1899)